# Golden Globe per il miglior film d'animazione
Questo premio è stato istituito nel 2007. Si fa notare che i film in lizza per questo premio non possono concorrere per globi al miglior film drammatico o commedia.

## Vincitori e candidati
L'elenco mostra il vincitore di ogni anno, seguito dai film che hanno ricevuto una candidatura.

### 2000
- 2007
  - Cars - Motori ruggenti (Cars), regia di John Lasseter e Joe Ranft
  - Happy Feet (Happy Feet), regia di George Miller
  - Monster House (Monster House), regia di Gil Kenan
- 2008
  - Ratatouille (Ratatouille), regia di Brad Bird e Jan Pinkava
  - Bee Movie (Bee Movie), regia di Steve Hickner e Simon J. Smith
  - I Simpson - Il film (The Simpsons Movie), regia di David Silverman
- 2009
  - WALL•E, regia di Andrew Stanton
  - Kung Fu Panda, regia di Mark Osborne e John Stevenson
  - Bolt - Un eroe a quattro zampe (Bolt), regia di Chris Williams e Byron Howard

### 2010
- 2010
  - Up, regia di Pete Docter e Bob Peterson
  - Coraline e la porta magica (Coraline), regia di Henry Selick
  - La principessa e il ranocchio (The Princess and the Frog), regia di Ron Clements e John Musker
  - Fantastic Mr. Fox (Fantastic Mr. Fox), regia di Wes Anderson
  - Piovono polpette (Cloudy with a Chance of Meatballs), regia di Phil Lord e Chris Miller
- 2011
  - Toy Story 3 - La grande fuga (Toy Story 3), regia di Lee Unkrich
  - Dragon Trainer (How To Train Your Dragon), regia di Chris Sanders e Dean De Blois
  - Rapunzel - L'intreccio della torre (Tangled), regia di Byron Howard e Nathan Greno
  - Cattivissimo me (Despicable Me), regia di Pierre Coffin e Chris Renaud
  - L'illusionista (L'illusioniste),  regia di Sylvain Chomet
- 2012
  - Le avventure di Tintin - Il segreto dell'Unicorno (The Adventures of Tintin: Secret of the Unicorn), regia di Steven Spielberg
  - Cars 2
  - Il figlio di Babbo Natale (Arthur Christmas)
  - Il gatto con gli stivali (Puss in Boots)
  - Rango
- 2013
  - Ribelle - The Brave (Brave), regia di Mark Andrews e Brenda Chapman
  - Frankenweenie, regia di Tim Burton
  - Le 5 leggende (Rise of the Guardians), regia di Peter Ramsey
  - Ralph Spaccatutto (Wreck-It Ralph), regia di Rich Moore
  - Hotel Transylvania, regia di Genndy Tartakovsky
- 2014
  - Frozen - Il regno di ghiaccio (Frozen), regia di Chris Buck e Jennifer Lee
  - Cattivissimo me 2 (Despicable Me 2), regia di Pierre Coffin e Chris Renaud
  - I Croods (The Croods), regia di Kirk De Micco e Chris Sanders
- 2015
  - Dragon Trainer 2 (How to Train a Dragon 2), regia di Dean DeBlois
  - Big Hero 6, regia di Don Hall e Chris Williams
  - The LEGO Movie, regia di Phil Lord e Chris Miller
  - Il libro della vita (The Book of Life), regia di Jorge Gutierrez
  - Boxtrolls - Le scatole magiche (The Boxtrolls), regia di Graham Annable e Anthony Stacchi
- 2016
  - Inside Out, regia di Pete Docter
  - Anomalisa, regia di Charlie Kaufman
  - Snoopy & Friends - Il film dei Peanuts (The Peanuts Movie), regia di Steve Martino
  - Il viaggio di Arlo (The Good Dinosaur), regia di Bob Peterson
  - Shaun, vita da pecora - Il film (Shaun the Sheep Movie), regia di Mark Burton e Richard Starzak
- 2017
  - Zootropolis (Zootopia), regia di Byron Howard e Rich Moore
  - Kubo e la spada magica (Kubo and the Two Strings), regia di Travis Knight
  - Oceania (Moana), regia di Ron Clements e John Musker
  - Sing, regia di Garth Jennings
  - La mia vita da Zucchina (Ma vie de Courgette), regia di Claude Barras
- 2018
  - Coco, regia di Lee Unkrich e Adrian Molina
  - Baby Boss (The Boss Baby), regia di Tom McGrath
  - I racconti di Parvana - The Breadwinner (The Breadwinner), regia di Nora Twomey
  - Ferdinand, regia di Carlos Saldanha
  - Loving Vincent, regia di Dorota Kobiela e Hugh Welchman
- 2019
  - Spider-Man - Un nuovo universo (Spider-Man: Into the Spider-Verse), regia di Bob Persichetti, Peter Ramsey e Rodney Rothman
  - Gli Incredibili 2 (Incredibles 2), regia di Brad Bird
  - L'isola dei cani (Isle of Dogs), regia di Wes Anderson
  - Mirai (Mirai no Mirai), regia di Mamoru Hosoda
  - Ralph spacca Internet (Ralph Breaks the Internet), regia di Phil Johnston e Rich Moore

### 2020
- 2020
  - Missing Link, regia di Chris Butler
  - Dragon Trainer - Il mondo nascosto (How to Train Your Dragon: The Hidden World), regia di Dean DeBlois
  - Frozen II - Il segreto di Arendelle (Frozen II), regia di Jennifer Lee e Chris Buck
  - Il re leone (The Lion King), regia di Jon Favreau
  - Toy Story 4, regia di Josh Cooley
- 2021
  - Soul, regia di Pete Docter e Kemp Powers
  - I Croods 2 - Una nuova era (The Croods: A New Age), regia di Joel Crawford
  - Onward - Oltre la magia (Onward), regia di Pete Docter e Dan Scanlon
  - Wolfwalkers - Il popolo dei lupi (Wolfwalkers), regia di Tomm Moore e Ross Stewart
  - Over the Moon - Il fantastico mondo di Lunaria (Over the Moon), regia di Glen Keane
- 2022
  - Encanto, regia di Jared Bush e Byron Howard
  - Luca, regia di Enrico Casarosa
  - Flee (Flugt), regia di Jonas Poher Rasmussen
  - My Sunny Maad, regia di Michaela Pavlátová
  - Raya e l'ultimo drago (Raya and the Last Dragon), regia di Don Hall e Carlos López Estrada

- 2023
  - Pinocchio di Guillermo del Toro (Guillermo del Toro's Pinocchio), regia di Guillermo del Toro e Mark Gustafson
  - Il gatto con gli stivali 2 - L'ultimo desiderio (Puss in Boots: The Last Wish), regia di Joel Crawford
  - Red (Turning Red), regia di Domee Shi
  - Inu-ō, regia di Masaaki Yuasa
  - Marcel the Shell (Marcel the Shell With Shoes On), regia di Dean Fleischer Camp

- 2024
  - Il ragazzo e l'airone (君たちはどう生きるか), regia di Hayao Miyazaki
  - Spider-Man: Across the Spider-Verse, regia di Joaquim Dos Santos, Kemp Powers e Justin K. Thompson
  - Elemental, regia di Peter Sohn
  - Wish, regia di Chris Buck e Fawn Veerasunthorn
  - Super Mario Bros. - Il film (The Super Mario Bros. Movie), regia di Aaron Horvath e Michael Jelenic
  - Suzume, regia di Makoto Shinkai
- 2025
  - Flow - Un mondo da salvare (Straume), regia di Gints Zilbalodis
  - Il robot selvaggio (The Wild Robot), regia di Chris Sanders
  - Inside Out 2, regia di Kelsey Mann
  - Wallace & Gromit - Le piume della vendetta (Wallace & Gromit: Vengeance Most Fowl), regia di Nick Park e Merlin Grossingham
  - Oceania 2 (Moana 2), regia di Dave G. Derrick Jr., Jason Hand e Dana Ledoux Miller
  - Memoir of a Snail, regia di Adam Elliot